# Sergio Mora
Sergio Mora (Este de Los Ángeles, 4 de diciembre de 1980) es un boxeador profesional estadounidense que fue el primer ganador del programa The Contender y llegó a consagrarse campeón mundial de los pesos superwélter por el CMB.

## Carrera

### Manfredo contra Mora
El 24 de mayo de 2005 en el Staples Center de la ciudad de Los Ángeles, Mora se enfrentó a su compatriota Peter Manfredo Jr. por la final de The Contender. Triunfó por decisión unánime y ganó el programa.

### Forrest contra Mora
El 7 de junio de 2008 en el Mohegan Sun Arena de Uncasville, combatió contra el veterano Vernon Forrest por el título superwélter del Consejo Mundial de Boxeo. En 12 asaltos, Mora ganó la pelea por decisión mayoritaria y se proclamó campeón del Mundo.

### Mora contra Mosley
El 18 de septiembre de 2010 en el Staples Center, combatió contra su compatriota Shane Mosley a doce asaltos. La pelea terminó en empate.

### Mora contra Jacobs
El 1 de agosto de 2015 en el Barclays Center de Brooklyn, realizó su primera pelea ante su compatriota Daniel Jacobs. Fue un combate pactado a 12 asaltos, pero finalizó en el segundo con victoria de Jacobs por KO técnico.